# Ernest Martin Hennings
Ernest Martin Hennings (Jr.) (* 5. Februar 1886 in Penns Grove, New Jersey; † 19. Mai 1956 in Taos (New Mexico)) war ein deutsch-amerikanischer Maler des amerikanischen Südwestens.

## Leben
Hennings kam 1886 als erstgeborener Sohn von Ernst Martin Hennings Sr. (1857–1938) und Louise Hennings, geb. Dunklau (1863–1926), in Penns Grove, New Jersey zur Welt. Die Eltern waren wenige Jahre zuvor aus Wesselburen, Schleswig-Holstein eingewandert und hatten 1884 in Chicago geheiratet. Die Familie siedelte sich zwei Jahre später wieder in Chicago an.
Hennings besuchte fünf Jahre lang das Art Institute of Chicago und betrieb anschließend kommerzielle Malerei. 1912 schrieb er sich an der Münchner Akademie der bildenden Künste ein. 1915, nach Beginn des Ersten Weltkriegs, kehrte er nach Amerika zurück.
1917 besuchte Hennings erstmals Taos, New Mexico, dessen Landschaft und die dort lebenden Pueblo-Indianer ihn inspirierten und seinen zukünftigen Stil und seine Motive entscheidend prägten.
1921 zog Hennings dauerhaft von Chicago nach Taos und wurde 1924 Mitglied der Taos Society of Artists. Er malte für den Rest seiner Karriere Szenen aus dem Leben des Südwestens.
Er starb 1956 in Taos.
Hennings war seit 1926 verheiratet mit Helen Otte (1893–1985) und hatte eine Tochter.

## Trivia
George Bush Sr. begleitete während seiner Vizepräsidentschaft und Präsidentschaft mit „Passing By“, einer Leihgabe des Houston Museum of Fine Arts, ein Bild Ernest Martin Hennings’ ins Weiße Haus.
Unter Präsident George Bush Jr. hing im Oval Office des Weißen Hauses Wilhelm Heinrich Detlev Koerners „A Charge to Keep“. Beide Western-Maler haben Wurzeln im schleswig-holsteinischen Dithmarschen.